# Coraggio Italia
Coraggio Italia (CI) è un partito politico italiano liberal-conservatore guidato da Luigi Brugnaro e attivo principalmente in Veneto.

## Storia

### Preludio
A febbraio 2021, nel contesto della nascita del governo Draghi, Cambiamo!, partito conservatore liberale guidato dal presidente della Regione Liguria Giovanni Toti, inizia ad attrarre nuovi membri provenienti dall'ala centrista di Forza Italia, affermando che si tratta di un primo passo per la creazione di un nuovo contenitore politico, di stampo centrista, che va oltre Forza Italia e, forse, lo stesso perimetro del centro-destra.
Il 27 maggio 2021 viene costituito alla Camera dei deputati il gruppo parlamentare Coraggio Italia con 23 membri (11 provenienti da Forza Italia, 3 ex M5S provenienti dal Centro Democratico, 1 dal Movimento 5 Stelle e 8 dalla componente Cambiamo!-Popolo Protagonista nel gruppo misto alla Camera) e presieduto da Marco Marin, che ribadisce il sostegno all'esecutivo di Mario Draghi; Inizialmente aveva aderito anche Tiziana Piccolo dalla Lega, ma il giorno stesso rientra nella Lega. Al Senato della Repubblica, invece, Coraggio Italia poteva contare su 7 membri nella componente IDeA e Cambiamo del gruppo misto, dove si aggiungeva Sandro Biasotti.
Nello stesso giorno in cui nasce il gruppo parlamentare alla Camera, Toti e il sindaco di Venezia Luigi Brugnaro costituito con atto notarile un comitato promotore, che lavorerà nell’arco di 60 giorni alla nascita di un nuovo movimento politico denominato Coraggio Italia.
L'8 giugno aderisce il deputato ex M5S Emilio Carelli.

### Nascita e sviluppi successivi
Il 14 luglio 2021 Coraggio Italia diventa ufficialmente un partito politico, con Luigi Brugnaro che diventa presidente mentre Giovanni Toti, Marco Marin e Gaetano Quagliariello saranno vicepresidenti, con il primo che avrà le funzioni di vicario.
In vista delle elezioni regionali in Calabria del 2021 Brugnaro presenta Coraggio Italia in una lista autonoma, a sostegno del candidato alla presidenza della coalizione di centro-destra Roberto Occhiuto, nella prima competizione elettorale alla quale partecipano. La lista raccoglie il 5,66% dei voti, eleggendo due consiglieri regionali.
Il 18 novembre 2021 Gianluca Rospi, vice-capogruppo alla Camera e che nello stesso giorno era stato nominato coordinatore regionale in Puglia, lascia il partito per aderire a Forza Italia, mentre il 1º dicembre successivo abbandona il partito anche Claudio Pedrazzini per approdare ad Azione di Carlo Calenda.
Il 23 dicembre Maria Teresa Baldini abbandona il gruppo per iscriversi ad Italia Viva; nello stesso giorno, tuttavia, aderiscono alla componente di CI al Senato Andrea Causin, che s'iscrive al partito, e Sandra Lonardo, rappresentante di noi Di Centro (nDC), andando a mutare la componente in IDeA-Cambiamo!-Europeisti-noi Di Centro (Noi Campani).
Il 12 gennaio 2022, durante la riunione dei gruppi di Camera e Senato per decidere la linea da adottare all'imminente elezione del Presidente della Repubblica, il vicepresidente e capogruppo alla Camera Marin comunica l'ingresso nel partito della deputata ex M5S Lucia Scanu.
Il 30 gennaio Matteo Dall'Osso, coordinatore metropolitano di Bologna, lascia Coraggio Italia e torna, a distanza di un anno, in Forza Italia.

### Diversi abbandoni e separazione da Toti

Diaspora del PdL. Coraggio Italia è indicato dal colore rosa e la sigla CI.

Il 16 febbraio 2022 Cambiamo!, Identità e Azione, Europeisti e noi Di Centro danno vita ad Italia al Centro, e il 22 febbraio la componente al Senato cambia nome in Italia al Centro (IDeA-Cambiamo!-Europeisti-noi Di Centro (Noi Campani)), che contava su 6 senatori di Cambiamo!, 2 di Coraggio Italia e uno di nDC.
Il 17 marzo 2022 Osvaldo Napoli e Daniela Ruffino lasciano Coraggio Italia per aderire ad Azione.
Alle elezioni amministrative del 2022 Coraggio Italia ottiene il 5,24% dei voti a Verona (1 consigliere eletto), il 3,08% a Sabaudia (determinante per portare al ballottaggio il candidato sindaco Maurizio Lucci), il 4,37% a Padova (1 consigliere eletto, risultando il terzo partito del centrodestra), 7,94% a Mirano (1 consigliere eletto), il 12,07% a Marcon (2 consiglieri eletti), il 16,04% a Mira (4 consiglieri eletti) e il 41,01% a Santa Maria di Sala (7 consiglieri eletti), con l’elezione del primo sindaco donna di Coraggio Italia: Natascia Rocchi.
Il 16 giugno 2022 Toti sconfessa la federazione tra Coraggio Italia e Italia al Centro, rilevando come già in occasione delle elezioni amministrative da poco trascorse i due movimenti abbiano corso separatamente.
Il 23 giugno 2022, a seguito degli abbandoni di Simona Vietina e Antonio Lombardo, il gruppo scende al di sotto dei venti deputati minimi previsti dal Regolamento e viene conseguentemente sciolto: dei diciotto ex aderenti al gruppo, nel frattempo iscritti d'ufficio al gruppo misto, sette dichiarano che rimarranno nel partito, mentre undici, tra cui i quattro aderenti ad Italia al Centro, se ne allontanano. Al Senato invece Marinella Pacifico e Andrea Causin lasciano il gruppo di Toti rimanendo nel misto e sostenendo apertamente Coraggio Italia e il presidente Brugnaro.
A luglio 2022 si costituiscono le componenti del gruppo misto di Coraggio Italia sia alla Camera che al Senato, in quest'ultimo caso grazie a un accordo di collaborazione con il MAIE. Alla Camera la componente conta 10 deputati: Fabio Berardini (rappresentante), Raffaele Baratto, Michaela Biancofiore, Mario Alejandro Borghese (MAIE), Carlo Ugo De Girolamo, Martina Parisse, Tiziana Piccolo, Marco Rizzone, Lucia Scanu e Antonio Tasso (MAIE). Al Senato invece Causin e Pacifico, insieme a Ricardo Merlo di MAIE, formano la componente MAIE-Coraggio Italia.
Il 14 luglio Maria Teresa Baldini torna a far parte di Coraggio Italia, mentre il 18 luglio Michaela Biancofiore diventa vicepresidente del partito.

### Lista unitariaNoi moderatialle politiche
In vista delle elezioni politiche anticipate del 2022 CI presenta una lista unica con l'Unione di Centro all'interno della coalizione di centro-destra. L'11 agosto alla Camera in conferenza stampa Brugnaro, Toti, Maurizio Lupi e Lorenzo Cesa presentano la lista Noi moderati con i simboli federati di Coraggio Italia, Italia al Centro, Noi con l'Italia e Unione di Centro.
Alla tornata elettorale la lista raccoglie lo 0,91% alla Camera (255.505 voti) e lo 0,89% al Senato (244.363 voti), non riuscendo quindi a superare la soglia di sbarramento del 3% (la lista ha preso il 2,49% in Veneto, il 3,6% a Venezia)  e ad eleggere propri parlamentari nei collegi plurinominali mentre in quelli uninominali la lista riesce a far eleggere 9 parlamentari (7 deputati e 2 senatori) tra i quali Michaela Biancofiore e Martina Semenzato di Coraggio Italia rispettivamente al Senato e alla Camera: la senatrice altoatesina aderisce al gruppo Civici d'Italia - Noi moderati (UdC - Coraggio Italia - Noi con l'Italia - Italia al Centro) - MAIE, di cui dal 29 marzo 2023 sarà capogruppo, mentre la deputata veneta al gruppo Noi moderati (Noi con l'Italia, Coraggio Italia, UdC, Italia al Centro) - MAIE.

### Attività successive
Alle amministrative del 2023 Coraggio Italia corre solo nel Veneto: a Treviso si presenta insieme a Forza Italia a sostegno del sindaco uscente Mario Conte e con il 5,3% viene eletto un consigliere e anche nei comuni più piccoli sostiene i candidati sindaco della coalizione come a San Stino di Livenza, San Donà di Piave (7,8% con Forza Italia e due eletti), Martellago e Pianiga.
Il 10 giugno 2023 si tiene la prima assemblea nazionale di Coraggio Italia, nel teatro civico di Badia Polesine, alla presenza di 250 delegati provenienti da diverse parti d’Italia, dove viene dichiarata conclusa l’esperienza comune con Noi Moderati. In vista delle elezioni regionali in Trentino-Alto Adige del 2023, a settembre Ivano Job, consigliere provinciale di Trento che era arrivato l’anno prima dalla Lega sotto l’egida della Biancofiore, lascia Coraggio Italia e si candida con Alternativa Popolare a sostegno di Sergio Divina.
A gennaio 2024, con il passaggio del consigliere regionale della Calabria Salvatore Cirillo a Forza Italia, Coraggio Italia perde l’ultimo rappresentante nei consigli regionali.
In vista delle elezioni europee del 2024 Brugnaro annuncia che, pur non candidandosi in prima persona, sosterrà Forza Italia - Noi Moderati “insieme ad altri movimenti civici di ispirazione cristiana, liberale, riformista, europeista, espressione dei valori del Partito Popolare Europeo rappresentati in Italia appunto da Forza Italia”. Alle amministrative del 2024 CI presenta liste proprie in alcuni comuni veneti, ottenendo l'unico risultato di rilievo a Chianciano Terme (terzo con il 22% e un eletto).

## Ideologia
Il partito si colloca stabilmente nel centro-destra ed è di ispirazione liberale conservatrice. 

## Struttura

### Presidente
- Luigi Brugnaro (dal 14 luglio 2021)

### Vicepresidente
- Giovanni Toti[64] (14 luglio 2021 – 23 giugno 2022)
- Marco Marin (14 luglio 2021 – 23 giugno 2022)
- Gaetano Quagliariello (14 luglio 2021 – 23 giugno 2022)
- Michaela Biancofiore (dal 18 luglio 2022)

### Presidenti dei gruppi parlamentari

#### Camera dei deputati
- 27 maggio 2021 – 23 giugno 2022: Marco Marin, vice: Stefano Mugnai
- 7 luglio 2022 – 12 ottobre 2022: Fabio Berardini[65]
- 13 ottobre 2022 – in carica: Martina Semenzato[66]

#### Senato della Repubblica
- 14 dicembre 2021 – 12 ottobre 2022: Andrea Causin[66]
- 29 marzo 2023 – in carica: Michaela Biancofiore[67]

## Nelle istituzioni

### Camera dei Deputati
Nel gruppo misto componente Coraggio Italia.
| XVIII legislatura |
| ----------------- |
| 9 deputati        |

- Maria Teresa Baldini
- Raffaele Baratto
- Fabio Berardini
- Michaela Biancofiore
- Carlo Ugo De Girolamo

- Martina Parisse
- Tiziana Piccolo
- Marco Rizzone
- Lucia Scanu

Nel gruppo Noi moderati (Noi con l'Italia, Coraggio Italia, UdC, Italia al Centro) - MAIE.
| XIX legislatura |
| --------------- |
| 1 deputato      |

- Martina Semenzato

### Senato della Repubblica
Nel gruppo misto componente MAIE-Coraggio Italia.
| XVIII legislatura                                                 |
| ----------------------------------------------------------------- |
| 2 senatoriDella componente fa parte anche Ricardo Merlo del MAIE. |

- Andrea Causin
- Marinella Pacifico

Nel gruppo Civici d'Italia - Noi moderati (UdC - Coraggio Italia - Noi con l'Italia - Italia al Centro) - MAIE.
| XIX legislatura |
| --------------- |
| 1 senatore      |

- Michaela Biancofiore

## Simbologia

Simbolo di Coraggio Italia
Simbolo presentato per le elezioni politiche 2022 con Noi con l'Italia, Italia al Centro e Unione di Centro

## Risultati elettorali
| Elezione       | Elezione | Voti            | %               | Seggi   |
| -------------- | -------- | --------------- | --------------- | ------- |
| Politiche 2022 | Camera   | In Noi Moderati | In Noi Moderati | 1 / 400 |
| Politiche 2022 | Senato   | In Noi Moderati | In Noi Moderati | 1 / 200 |